# Spean Thma
Spean Thma –  a „Kőhíd” – az egykori Khmer Birodalom napjainkig jó állapotban megmaradt homokkő-tömbökből épített útja Angkorban, Kambodzsában. Ezt a 110 centiméter széles és 22,4 kilométer hosszú, Angkorthomot a Sziemreap folyóval összekötő kőutat, a birodalom összeomlása után, a 15. század környékén újjáépítették.
Az Angkor régészeti terület további hasonló építményei Spean Memai, vagy a leghosszabb épen maradt Angkor és Beng Mealea közötti régi út, a 40 kilométer hosszú Spean Praptos; ilyen szerkezetű és építésű kőutak  az egykori birodalom számos más területén is találhatók.